# Goneatara nasutus
Goneatara nasutus är en spindelart som först beskrevs av Barrows 1943.  Goneatara nasutus ingår i släktet Goneatara och familjen täckvävarspindlar. Inga underarter finns listade i Catalogue of Life.